# Пышкинский
Пышкинский — хутор в Новоаннинском районе Волгоградской области России. Входит в состав Полевого сельского поселения. Население 18 человек (2010), большинство из них (в 2002 г.) — казахи .

## География
Расположен в северо-западной части области, в лесостепи, в пределах Хопёрско-Бузулукской равнины, являющейся южным окончанием Окско-Донской низменности. Хутор разделен на два ообсобленных квартала.
Уличная сеть состоит из одного географического объекта: ул. Дружбы.
Абсолютная высота 95 метров над уровнем моря.

## Население
| 2010 |
| ---- |
| 18   |

Гендерный состав
По данным Всероссийской переписи населения 2010 года в гендерной структуре населения из 53 человек мужчин — 25, женщин — 28 (47,2 и 52,8 % соответственно).
Национальный состав
Согласно результатам переписи 2002 года, в национальной структуре населения
казахи	составляли 61 %, русские	37 % из общей численности населения в 65 человек.

## Инфраструктура
Развитое сельское хозяйство. Личное подсобное хозяйство.
Внутрипоселковый газопровод включён в областную целевую программу «Газификация Волгоградской области на 2013—2017 годы».